# Clairvillia furcata
Clairvillia furcata là một loài ruồi trong họ Tachinidae.